# Томаш Август Олізаровський
Томаш Август Олізаровський (пол. Tomasz August Olizarowski, 1811 або 1814 року, село Войславичі, тепер Львівської області — 3 травня 1879 року, місто Іврі, Франція) — польський письменник, представник так званої української школи в польській літературі.

## Життєпис
Навчався в Волинському ліцеї. Брав участь у польському повстанні 1830—1831 років. Після поразки повстання до 1836 року перебував у Галичині. З 1836 року жив у Лондоні, Парижі, на Познаньщині, в Бельгії, з 1864 року — в притулку міста Іврі поблизу Парижа.
Олізаровський є автором ліричних віршів, поем і великої кількості драматичних творів. Українській темі присвячені його поеми «Завірюха. Українська повість», написана 1836 року, й «Топір-гора. Волинська повість за місцевими легендами», написана 1852 року. Темі давній Русі присвятив драми «Рогніда», написану 1872 року, і «Помста Рогніди», написану 1874 року.
Деякі його твори перекладені українською мовою. Зокрема, «Завірюха. Українська повість» була перекладена Д. Бонковським у 19 столітті.